# Pellerhaus
Dom Pellerów (Pellerhaus) – pierwotnie manierystyczny budynek położony w Norymberdze przy Egidienplatz. Uchodził za najpiękniejszy budynek epoki manieryzmu w Niemczech. Zniszczony podczas drugiej wojny światowej, systematycznie rekonstruowany. W 2019 zakończyła się rekonstrukcja dziedzińca. Fasada jest utrzymana w stylu nowoczesnym.